# Hydra baikalensis
Hydra baikalensis is een hydroïdpoliep uit de familie Hydridae. De poliep komt uit het geslacht Hydra. Hydra baikalensis werd in 1923 voor het eerst wetenschappelijk beschreven door Swarczewski. 